# Ильбаев, Джура
Джура Ильбаев — советский хозяйственный деятель, Герой Социалистического Труда.

## Биография
Родился в 1898 году в кишлаке Душчи. Член КПСС.
В 1914—1954 гг. — крестьянин, участник становления Советской власти в Узбекистане, участник борьбы с басмачеством, организатор сельскохозяйственного коллективного производства, председатель колхоза «Кзыл-Юлдуз» Китабского района Кашкадарьинской области
Указом Президиума Верховного Совета СССР от 27 апреля 1948 года присвоено звание Героя Социалистического Труда с вручением ордена Ленина и золотой медали «Серп и Молот».
Умер в Китабском районе в 1954 году.